# Црква Свете Петке у Клокоту
Црква Свете Петке је спаљена и минирана црква у Клокоту, у општини Витина, на Косову и Метохији, Србија. Припада Епархији рашко-призренске Српске православне цркве.
Црква посвећена Светој Петки је стара, обновљена светиња изнад села Клокот. ело је познато по изворима минералне воде и Клокот бањом. Налази се 6 km северно од Витине. Помиње се у повељи кнеза Лазара издатој 1381. манастиру Раваница.

## Разарање цркве 1999. године
Унутрашњост цркве је спаљена 27. јула 1999. године, потом минирана од стране албанских екстремиста након доласка британских снага КФОР-а.